# 王臻 (乒乓球运动员)
王臻（1985年11月13日—），英文名Eugene Wang，出生于中国石家庄，加拿大男子乒乓球运动员。他曾代表加拿大参加2012年夏季奥运会乒乓球比赛，还曾获得北美洲乒乓球锦标赛男子单打冠军。

## 延伸阅读
[在维基数据编辑]
 在维基共享资源阅览影像